# Эйнсуорт, Кейси
Ке́йси Джейн Э́йнсуорт (англ. Kacey Jane Ainsworth; 19 октября 1968, Лондон, Англия, Великобритания) — английская актриса.

## Биография
Кейси Джейн Эйнсуорт родилась 19 октября 1968 года в Лондоне (Англия, Великобритания), но в настоящее время Кейси живёт в графстве Хартфордшир вместе со своей семьёй.
Кейси дебютировала в кино в 1995 году, сыграв роль Лоретты в телесериале «Конус зоны». Всего Эйнсуорт сыграла в 26-ти фильмах и телесериалах.
С 2005 по 2023 год Эйнсуорт была замужем за водопроводчиком Дарреном Хейлсом. У бывших супругов есть двое детей — дочь Блоссом Мэри Хейлс (род. 20 мая 2004) и сын Элвуд Хейлс (род. 25 января 2008).